# Лесосплав

Лесосплав по Сылве в Беркутово

Лесоспла́в — транспортирование круглых лесоматериалов по воде с использованием плавучести древесины, энергии течения воды в водоёмах и, при необходимости, силы тяги буксирных судов. Лесосплав, как технологический процесс, входит в состав лесозаготовительных работ (см. Лесозаготовки) и является их заключительной стадией, имеющей целью доставку заготовленных лесоматериалов в пункты потребления или перевалки их на другие виды транспорта. Лесосплав — массовый, наиболее дешёвый, а в некоторых районах и единственный вид транспорта древесины. В СССР ежегодно сплавлялось 105—120 млн м³ древесины (сокращаясь с 1966 года в связи с природоохранными мероприятиями со 124 млн м³ в 1965 году до 54 млн м³ в 1990), длина водных путей, использовавшихся под лесосплав, достигала 80 тысяч км. Различают молевой (россыпью), плотовой, кошельный лесосплав и в сплоточных единицах. Молевой, кошельный и в сплоточных единицах — это первоначальный лесосплав. Плотовой делится на первоначальный и магистральный.

## Молевой сплав
При молевом сплаве, который обычно проводится в период весеннего паводка, лесоматериалы транспортируют не связанными между собой. Он применяется на первичной речной сети при невозможности использовать другие виды транспорта. Для направления движения леса по лесосплавному ходу устанавливают направляющие сооружения (боны), а для временной или окончательной его задержки в определённых местах сплавной реки — лесозадерживающие сооружения (запани). При молевом сплаве часть лесоматериалов в результате потери ими плавучести тонет, засоряя русла рек, чем и обусловлен запрет его проведения в Российской Федерации с принятием Государственной думой 18 октября 1995 года Водного кодекса Российской Федерации.

## Плотовой сплав
При плотовом сплаве лесоматериалы сплачивают (увязывают) в пучки или др. формы транспортных единиц, из которых составляют плоты (объёмом до 27 тысяч м³ и более), буксируемые теплоходами или сплавляемые по течению плотогонами, последний вариант малоэффективен и применяется ограниченно, в случае недостатка буксирного флота. Применяется на судоходных и временно судоходных путях. Сплотка лесоматериалов производится на воде (на акваториях сплавных рейдов) или на берегу (на плотбищах) при помощи сплоточных машин и сплоточно-транспортных агрегатов. Для проводки леса через плотины и другие гидротехнические сооружения при молевом или плотовом сплаве используют лесопропускные сооружения.
Первоначальный плотовой лесосплав осуществляют по несудоходным и временно судоходным водным путям с использованием флота лесосплавных предприятий. Магистральным плотовым лесосплавом называют лесосплав по магистральным судоходным рекам с использованием флота специализированных организаций.

## Кошельный сплав
При кошельном сплаве не связанные между собой брёвна транспортируют теплоходами в специальных плавучих ограждениях (кошелях) из брёвен. Такой лесосплав осуществляется в небольших объёмах по системе озёр, а также на короткие расстояния по озеровидным участкам. Для сохранения при лесосплаве плавучести древесины лиственных пород (например, берёзы и осины) брёвна подвергают сушке, а торцы их покрывают гидроизоляционными составами. Более совершенным видом водного транспорта лесоматериалов, не зависящим от их плавучести, является перевозка в судах. Судовые перевозки применяют для доставки лесоматериалов по водным путям, отличающимся сложными путевыми условиями (по шлюзованным судоходным и временно судоходным рекам, водохранилищам, озёрам, каналам и морям) В этих случаях лес транспортируют лесовозами. Лесосплав организуют и проводят лесосплавные и лесозаготовительные предприятия с участием пароходств.

## В сплоточных единицах
При сплаве леса в сплоточных единицах по несудоходным рекам сортименты сплачивают в межнавигационный период на берегу
или на льду в пучки объёмом 5—30 м3 или в микропучки объёмом до 5 м3, а иногда в плоские сплоточные единицы и транспортируют вниз по течению лесосплавной реки.

## Лесосплав по регионам

### Россия
Лесосплав на Руси и в Российской империи был важным сектором народного хозяйства, для сплавных работ привлекались ссыльные и каторжники. В СССР для этих же целей были задействованы заключённые ОГПУ—ГУЛАГа, трудармейцы и спецпоселенцы.
По состоянию на 2008 год в России лесосплав осуществлялся по более чем 2000 рекам и 255 озёрам, общая его протяжённость составляла около 142 тысяч километров.
После революции, в 1917 году, в Петрограде был создан Институт лесосплава (в настоящее время ЦНИИ Лесосплава), задачей которого была разработка новых технологий лесосплава.
В СССР для лесосплава использовались следующие реки (список неполный):
- Онега и её притоки[6]. В настоящее время проводится плотовой лесосплав, который заканчивается в селе Порог, выше основных порогов на Онеге[7]. Ранее производился молевой сплав на расстояние 415 км; молевая древесина задерживалась в поперечных запанях в устье реки. Объём молевого сплава в конце 1980-х годов составлял более 1 миллиона кубических метров в год[8]. В 2006 году было подготовлено к сплаву около 59 тысяч кубических метров древесины, главные операторы — ЗАО «Ярнемалес» и ОАО «Онежское лесосплавное предприятие»[9].
- Мезень[10] и притоки[5], в частности, Пысса и Вашка. Протяжённость сплава по Мезени на 1998 год составляла 360 км, по Вашке — 90 км[11].
- Вычегда и её притоки.
- Ветлуга и её приток Уста, где сейчас расположен музей культуры дерева[12], на реках сплачивались грузовые плоты «соймы» и строились барки, груженые лесом, и самые большие деревянные суда в России — беляны. Сплав прекращён.
- Тунгуска, прекращён.
- Хор, прекращён.
- Уссури до Лесозаводска, прекращён.
- Кама и её притоки, прекращён.
- Бия и её притоки, прекращён в 1991 году.
- Томь и её притоки (Кондома, Мрас-Су, Уса), прекращён в 1994 году.
- Куржина, молевой лесосплав до п. Кандин Бор, далее плотовой лесосплав. Сплав прекращён.
- Молога. Сплав прекращён.
- Пиковка. Сплав прекращён.
- Кеть. Сплав прекращён
- Юг[13], молевой лесосплав. Прекращён.

## Лесосплав в других странах

### Германия
Плотовой лесосплав в средневековой Германии (из Шварцвальда по рекам восточного склона в Неккар и далее вниз по Рейну) описан в сказке Вильгельма Гауфа «Холодное сердце»:

В другой стороне леса, ближе к реке, живут те же шварцвальдцы, но ремеслом они занимаются другим, и обычаи у них тоже другие. Все они, так же как их отцы, деды и прадеды, — лесорубы и плотогоны. На длинных плотах сплавляют они лес вниз по Неккару в Рейн, а по Рейну — до самого моря.
Они останавливаются в каждом прибрежном городе и ждут покупателей, а самые толстые и длинные бревна гонят в Голландию, и голландцы строят из этого леса свои корабли.

### США
- Компания Madera Sugar Pine Lumber Company (Калифорния) помимо лесовозной узкоколейки использовала сплав по специально построенному жёлобу длиной 87 км.

## Галерея
| - Слайды - Молевой сплав леса по реке Кострома в районе города Буй, 1976 г. - Сплавщики леса на финской марке 1963 года. - Плотовой сплав в половодье по реке Вычегда в районе города Коряжма, 2010 г. - Кошелевый сплав по реке Фрейзер. Британская Колумбия, Канада, 2006 г. - Буксир готовится к транспортировке кошеля из брёвен в районе озера Сайма, Финляндия, 2009 г. - Сплавщики леса на реке Мана. Малый Унгут, Красноярский край, 1950-е годы. - Плотовой лесосплав на Енисее. Лесосибирск, Красноярский край, 2012 г. |